# Hanegada
La fanegada o hanegada (del ár. hisp. faníqa 'medida de áridos', y este del árabe clásico fanīqah 'saco para acarrear tierra') es una medida agraria de superficie, bastante variable según la región. Mientras en Colombia equivalente a 6.400 m², en España puede equivaler a 831 m² en Valencia, 6459,6 m² en Castilla y 5.248 m² en Canarias.

## Colombia
En Colombia, la fanegada,  también llamada plana, cuadra o janegá, es una antigua unidad de medida de superficie utilizada en agrimensura y se define como el área de un cuadrado de 100 varas de lado, o 10.000 varas cuadradas. Equivale a 6.400 m² o 0,64 hectáreas. Es aún muy usada en Cundinamarca, Boyacá y en el Valle del Cauca.

## España
En España, en algunos lugares, como por ejemplo en Valencia, una hanegada son 831 m²; en Castilla equivale a 576 estadales cuadrados, lo que en el sistema métrico decimal equivale a 64,596 áreas, 6.459,6 m² o 0,64596 hectáreas; también en Canarias, una fanegada son 5.248 m² o 0,52 hectáreas.